# Ожеран
Ожеран (фр. Augerans) насеље је и општина у источној Француској у региону Франш-Конте, у департману Јура која припада префектури Доле.
По подацима из 2011. године у општини је живело 157 становника, а густина насељености је износила 19,5 становника/km². Општина се простире на површини од 8,05 km². Налази се на средњој надморској висини од 210 метара (максималној 248 m, а минималној 206 m).

## Демографија
| 1962. | 1968. | 1975. | 1982. | 1990. | 1999. | 2011. |
| ----- | ----- | ----- | ----- | ----- | ----- | ----- |
| 77    | 87    | 98    | 156   | 148   | 137   | 157   |

График промене броја становника у току последњих година